# Ralph Fernandez
Ralph Fernandez, né le 22 avril 1964, est un coureur cycliste américain sourd. Il est par ailleurs le créateur du drapeau Deaflympics.

## Drapeau Deaflympics

Drapeau créé en 2003

Ralph Fernandez a conçu ce drapeau en 2003,.
Le créateur du drapeau crée ce symbole formé de quatre mains « OK » de couleurs différentes (bleu, rouge, jaune, et vert) ; ces quatre éléments signifient : la langue des signes, l'unité, la continuité et la culture sourde; et à la fois, quatre confédérations régionales. Ce logo est entrelacé sur un fond blanc, afin de représenter l'universalité de l'olympisme sourd.

## Palmarès

### Deaflympics
- Deaflympics d'été de 1985
  -  Médaille d'argent sur l'épreuve du cyclisme en vitesse sur 1 000 m
  -  Médaille de bronze sur l'épreuve du cyclisme contre-la-montre par équipe